# Weijn Ockers
Weyn Adriaen Ockersdr (? - Amsterdam, 22 juni 1568), ook bekend als Weyn Duijf of Lange Weyn, was een Amsterdamse vrouw die tijdens de repressie na de beeldenstorm van 1566 ter dood werd veroordeeld. Haar zaak werd later een symbool voor de willekeur van de kettervervolgingen onder het bewind van de hertog van Alva.

## Biografie
Weyn Ockers stamde uit een welgesteld poortergezin. Ze was een dochter van Adriaen Ockersz, notaris aan de Kalverstraat, en Duyf Jansdr Gaeff. Zij trouwde met Jurriaen ter Meulen.
Op 23 augustus 1566 vond in Amsterdam de beeldenstorm plaats, waarbij onder meer de Oude Kerk het doelwit was van vernielingen. In maart 1568 werd Weyn Ockers samen met haar dienstmaagd Trijn Hendricksdr gearresteerd, op verdenking van deelname aan deze onlusten. De aanvankelijke beschuldiging betrof het meenemen van een stenen beeldje van een hond bij het altaar van Sint Rochus. Beide vrouwen ontkenden, maar erkenden wel aanwezig te zijn geweest in de kerk en geregeld hagenpreken te hebben bijgewoond.
Een week na hun arrestatie verklaarde een ander onder marteling dat Ockers een pantoffel had gegooid naar een Mariabeeldje in het altaar van priester Simon Slecht. Dit beeld was omringd door juwelen en stoffen, geschonken door een zusterschap van jonge vrouwen uit gegoede families. Het altaar was omstreden vanwege de rijkdomen die eraan verbonden waren. Na deze verklaring werd Weyn zelf onderworpen aan foltering. Onder dwang bekende zij dat zij het altaarglas had gebroken en meerdere beelden had vernield. Trijn werd eveneens gemarteld, maar zij legde geen bekentenis af. Beide vrouwen werden op 22 juni 1568 op de Dam verdronken.
De beschuldiging van ketterij en de daaropvolgende doodstraf die Weyn Ockers ten deel viel, was overigens geen unicum binnen haar familie. Haar grootmoeder van moederszijde, Lijsbeth Jansdr, werd in 1535 eveneens ter dood veroordeeld vanwege haar deelname aan het wederdopersoproer van 1534–1535.
- Biografisch Portaal: 58617903
- Digitale Bibliotheek voor de Nederlandse Letteren: ocke010